# Uściwierz
Uściwierz – jezioro w południowo-wschodniej Polsce, w województwie lubelskim, w powiecie łęczyńskim, w gminie Cyców (wieś Wólka Nadrybska) i w gminie Ludwin (wieś Kaniwola), o powierzchni 284 ha, długości 2,4 km, szerokości 1,8 km oraz maksymalnej głębokości 6,6 m. Uściwierz to jezioro krasowe, bezodpływowe. Jezioro to stanowi jedną z część systemu Kanału Wieprz-Krzna. Uściwierz to największe jezioro Równiny Łęczyńsko-Włodawskiej.

## Opis historyczny
Według Słownika geograficznego Królestwa Polskiego z roku 1892 Uściwierz, zapewne „Uścimierz” – jezioro w powiecie włodawskim, w dobrach Nadrybie, śród całej grupy drobnych jezior wytworzonych widocznie z jednego wielkiego przez opadniecie wód. Dwa najbliższe, oddalone o niecałą wiorstę, są: Ratcze (od wschodu) i Bikcze (od północnego zachodu). Brzegi jezior niskie, bagniste i piaszczyste. Od zachodu i północy, rozległe bagniste lasy. Szerokość jeziora wynosi około 2 wiorsty i długość prawie tyleż samo. Obszar jeziora wraz z pobliskiemi drobnymi: Cieszacin, Uściwierzyk, Nadrybek wynosi 596 mórg. Głębokość dochodzi do 7 metrów.
Według noty „Wody spływają do Wieprza za pośrednictwem Świnki a może i Tyśmienicy” (opis podaje Bronisław Chlebowski SgKP).

## Przyroda
Nad jeziorem żyje kilka gatunków gadów, m.in. żółw błotny ma tu jedno z największych lęgowisk w Europie. Na wyspie w północnej części akwenu odpoczywają i żerują duże stada żurawi oraz ptaków sieweczkowatych. Akwen otacza szeroki pas trzcin.
W 2000 roku przeprowadzono badania orzęsków peryfitonowych w akwenie. Łącznie stwierdzono wówczas występowanie 54 taksonów orzęsków, z dominującym rzędem Cyrtophorida (21%, najwięcej gatunku Chilodonella uncinata). Znaczący był też udział rzędów: Prostomatida (18%) oraz Pleurostomatida, Peritrichida (najwięcej gatunku wirczyk konwaliowaty) i Heterotrichida (wszystkie po 11%). Stwierdzono również orzęski bakteriożerne Hypotrichida, zwłaszcza gatunek Aspidisca costata.
Również w 2000 roku przebadano pleuston eutroficzny jeziora i stwierdzono występowanie dwudziestu taksonów zoopleustonu, przy czym najliczniejsze były skoczogonki (od 80% do 98,8% pleustonu, zależnie od pory roku).

## Wędkarstwo
Jezioro jest jednym z najatrakcyjniejszych łowisk Lubelszczyzny (typ leszczowo-sandaczowy). Do 2002 woda była własnością Państwowego Gospodarstwa Rybackiego i (z uwagi na lęgowiska ptaków) wolno tu było wędkować od 15 lipca. W 2002 zbiornik przejął Polski Związek Wędkarski i po ustaleniach z ekologami, udostępnił jezioro całorocznie. Było intensywnie zarybiane karpiem i sumem. Do dużych rozmiarów dorasta tu karaś srebrzysty (do 3,5 kg). Z drapieżników dominują sandacze i szczupaki (do 12–16 kg). Oprócz tego w jeziorze żyją: węgorze, płocie i wzdręgi.